# ヴァン・ワイク・ブルックス

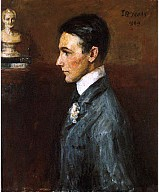
ジョン・バトラー・イーツによるヴァン・ワイク・ブルックスの肖像画、1909年。

ヴァン・ワイク・ブルックス（Van Wyck Brooks、1886年2月16日 - 1963年5月2日）は、アメリカ合衆国の文芸評論家、伝記作家、歴史家。ニュージャージー州プレインフィールドに生まれ、コネチカット州ブリッジウォーターで死去した。
日本語ではヴァン・ワィック・ブルックス、V・W・ブルックスなどと表記されることがある。

## 経歴

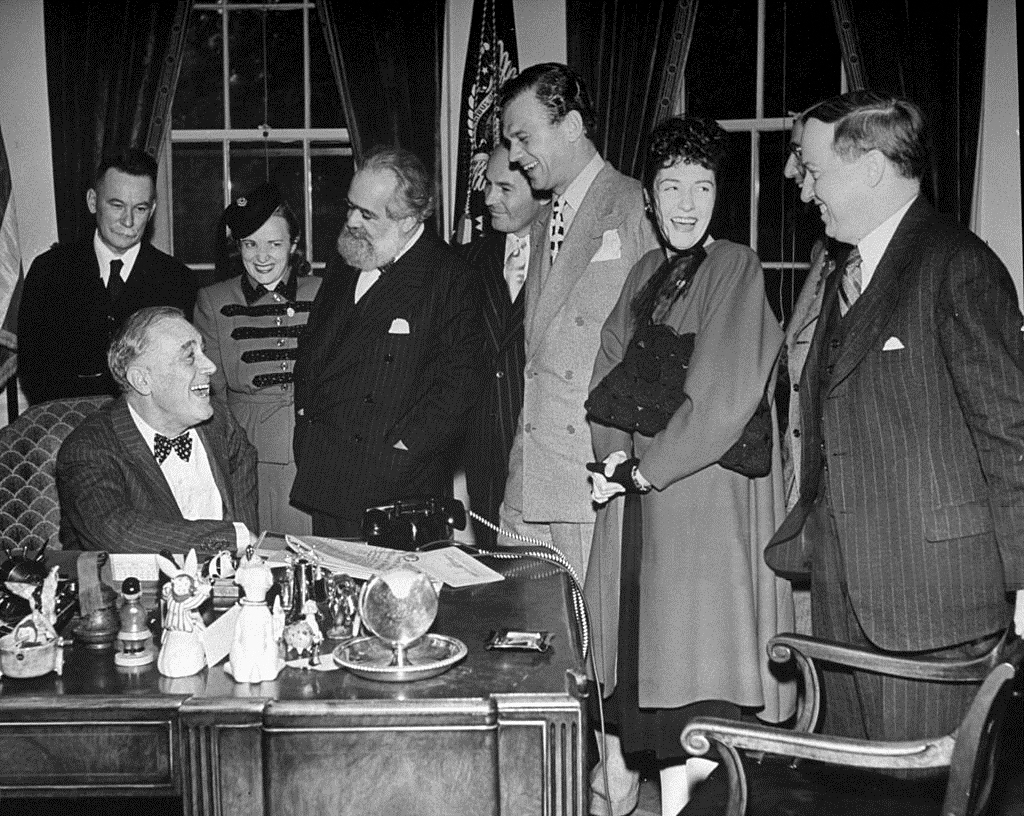
1944年10月、ホワイトハウスでF・D・ルーズベルト大統領と面会した「the Independent Voters Committee of the Arts and Sciences for Roosevelt（ルーズベルトを支持する芸術・科学独立投票者委員会）」の面々。左から、ヴァン・ワイク・ブルックス、ハンナ・ドーナー、ジョー・デービッドソン、ジャン・キープラ、ジョセフ・コットン、ドロシー・ギッシュ、ハーロー・シャプレー博士。

ブルックスは、1908年にハーバード大学を卒業した。在学中に、友人のジョン・ホール・ウィーロックとの共著という形で、最初の詩集『Verses by Two Undergraduates』を出版した。
ブルックスの最も広く知られた著書は、19世紀のアメリカ文学の展開を追った『Makers and Finders: A History of the Writer in America, 1800-1915』（1952年）である。ブルックスは、伝記的記述を逸話的な散文として飾ることに長けていた。『The Flowering of New England, 1815-1865』（1936年）で、彼はアメリカ書籍業協会から第2回の全米図書賞をノンフィクション部門で受賞し、さらに1937年のピューリッツァー賞歴史書部門を受賞した。この本は、『ライフ』誌が選んだ、「The 100 Outstanding Books of 1924 - 1944（1924年から1944年の間に刊行された優れた図書100冊）」にも選ばれた。
ブルックスは、長くコネチカット州ブリッジウォーターに定住し、この町の図書館の建物の翼のひとつには、彼の名が冠されている。その建設には10年以上、資金集めの努力がなされたが十分な資金は集まらず、1972年には中断に至った。ところが、ブリッジウォーターとは何の縁もなかったチャールズ・E・ピゴット (Charles E. Piggott) というロサンゼルスの隠者が、遺言で町の図書館に資金を遺贈した。これを合わせて21万ドルが集まり、図書館の増築は1980年に完成した。
ブルックスの著書のひとつである『The Ordeal of Mark Twain』（1920年）は、サミュエル・L・クレメンズ（マーク・トウェイン）の文学的遍歴を分析したもので、彼の作品の欠点が、もっぱら母親や妻に起因するものだと論じた。1925年には、レオン・バザルゲットが著したヘンリー・ソローの伝記をフランス語から翻訳し、『Henry Thoreau, Bachelor of Nature』と題して出版した。
1944年、ブルックスは、『タイム』誌の表紙を飾った。

## 著書
- 1905: Verses by Two Undergraduates - ジョン・ホール・ウィーロックとの共著
- 1908: The Wine of the Puritans: A Study of Present-Day America
- 1913: The Malady of the Ideal: Senancour, Maurice de Guérin, and Amiel
- 1914: John Addington Symonds: A Biographical Study
- 1915: The World of H.G. Wells
- 1915: America's Coming of Age
- 1920: The Ordeal of Mark Twain
- 1925: The Pilgrimage of Henry James
- 1925: Henry Thoreau, Bachelor of Nature - レオン・バザルゲット『Henry Thoreau, sauvage』の英訳
- 1932: The Life of Emerson
- 1934: Three Essays on America
- 1936: The Flowering of New England, 1815-1865 (Makers and Finders)[7]
  - ヴァン・ワィック・ブルックス（石川欣一 訳）『花ひらくニュー・イングランド：一八一五年-一八六五年（上・下）』三笠書房、1951年
    - 後に1巻本ダヴィッド社：1800-1915 第2巻 (花ひらくニュー・イングランド)』ダヴィッド社、1953年（本書を含め、ダヴィッド社の『アメリカ文学史：1800-1915』シリーズは、名著普及会が1987年に再刊している）
- 1940: New England: Indian Summer, 1865-1915 (Makers and Finders)
  - ヴァン・ワィック・ブルックス（石川欣一 訳）『アメリカ文学史：1800-1915 第4巻 (小春日和のニュー・イングランド)』ダヴィッド社、1953年
- 1941: Opinions of Oliver Allston
- 1941: On Literature Today
- 1944: The World of Washington Irving (Makers and Finders) 
  - ヴァン・ワィック・ブルックス（石川欣一 訳）『アメリカ文学史：1800-1915 第1巻 (ワシントン・アーヴィングの世界)』ダヴィッド社、1953年
- 1947: The Times of Melville and Whitman (Makers and Finders)
  - ヴァン・ワィック・ブルックス（石川欣一 訳）『アメリカ文学史：1800-1915 第3巻 (メルヴィルとウィットマンの時代』ダヴィッド社、1954年
- 1948: A Chilmark Miscellany
- 1952: The Confident Years: 1885-1915 (Makers and Finders)
  - ヴァン・ワィック・ブルックス（石川欣一 訳）『アメリカ文学史：1800-1915 第5巻 (自信の歳月)』ダヴィッド社、1954年
- 1952: Makers and Finders: A History of the Writer in America, 1800-1915
- 1953: The Writer in America
- 1954: Scenes and Portraits: Memoirs of Childhood and Youth (An Autobiography)
- 1955: John Sloan: A Painter's Life
- 1956: Helen Keller: Sketch for a Portrait
  - V・W・ブルックス（坂西志保 訳）『ヘレン・ケラー』時事通信社、1956年
- 1957: Days of the Phoenix: The Nineteen-Twenties I Remember (An Autobiography)
- 1958: The Dream of Arcadia: American Writers and Artists in Italy, 1760-1915
- 1958: From a Writer's Notebook
- 1959: Howells: His Life and World
- 1961: From the Shadow of the Mountain: My Post-Meridian Years (An Autobiography)
- 1962: Fenollosa and His Circle: With Other Essays in Biography
- 1965: An Autobiography